# Antipater Makedonac
Antipater ili Antipatar (397. pr. Kr. – 319. pr. Kr.), makedonski general i političar. Nakon smrti Aleksandra Velikog postao je 323. pr. Kr. regent Makedonije i Grčke a 321. pr. Kr. regent cijelog Aleksandrovog carstva. Njegova smrt označila je konačni kraj i početak raspada carstva u dugotrajnim ratovima dijadosa.
Antipater se prvi put spominje 347. pr. Kr. u toku pregovora koji su vodili Filip II. Makedonski i Atena. Nakon Filipovog ubojstva 336. pr. Kr. podržao je Aleksandra u borbama oko nasljedstva. Kada je Aleksandar 334. pr. Kr. krenuo na vojni pohod na Perzijsko Carstvo Antipater je postao upravitelj Makedonije i Grčke. Tijekom cijelog Aleksandrova pohoda Antipater mu je redovito slao vojna pojačanja iz Makedonije i Grčke. Porazio je Agisa III, kralja Sparte, u bitci kod Megalopolisa, 331. pr. Kr. Antipater u Grčkoj nije bio popularan zbog podržavanja oligarhije.
Nakon Aleksandrove smrti 323. pr. Kr. Atena i Etolski savez pokrenuli su Lamijski rat kojim su htjeli odvojiti grčke gradove od Makedonije. Pobjedom Antipatera u bitci kod Kranona, 322. pr. Kr. Grčka je pokorena. Antipater se zatim pridružio ostalim generalima; Krateru, Antigonu, Ptolemeju i Seleuku protiv Perdike, glavnog regenta carstva. Perdika i Krater su ubijeni u borbama 321. pr. Kr., pa je Antipater imenovan regentom za cijelo carstvo i tutorom Filipa III. Arideja i Aleksandra IV. Makedonskog. Umro je prirodnom smrću. Antigonov sin Kasandar postao je 305. pr. Kr. makedonski kralj.